# Meeting Open Méditerranée 2013
Navigation
2014
Le Meeting Open Méditerranée 2013 (MOM 2013) est la deuxième édition du Meeting Open Méditerranée, une manifestation sportive française de natation qui se tient dans les infrastructures du Cercle des nageurs de Marseille.

## Résultats

### Tableau d'honneur
|                   | Messieurs               | Messieurs      | Dames                   | Dames          |
| Épreuve           | Nageur                  | Résultat       | Nageur                  | Résultat       |
| ----------------- | ----------------------- | -------------- | ----------------------- | -------------- |
| 50 m nage libre   | Nathan Adrian           | 21 s 75        | Francesca Halsall       | 24 s 91        |
| 100 m nage libre  | Nathan Adrian           | 48 s 11        | Francesca Halsall       | 54 s 61        |
| 200 m nage libre  | Grégory Mallet          | 1 min 50 s 22  | Melanie Costa Schmid    | 1 min 58 s 70  |
| 400 m nage libre  | Marc Sanchez Torrens    | 3 min 56 s 53  | Mireia Belmonte Garcia  | 4 min 09 s 23  |
| 800 m nage libre  | Marc Sanchez Torrens    | 8 min 12 s 26  | Mireia Belmonte Garcia  | 8 min 31 s 09  |
| 1500 m nage libre | Arthur Angot            | 16 min 18 s 23 | Mireia Belmonte Garcia  | 16 min 17 s 80 |
| 50 m dos          | Camille Lacourt         | 24 s 94        | Mercedes Peris Minguet  | 28 s 38        |
| 100 m dos         | Aschwin Wildeboer Faber | 54 s 67        | Mercedes Peris Minguet  | 1 min 00 s 81  |
| 200 m dos         | Liam Tancock            | 2 min 02 s 77  | Cloé Credeville         | 2 min 13 s 06  |
| 50 m brasse       | Giacomo Perez-Dortona   | 27 s 80        | Marina Garcia Urzainqui | 32 s 37        |
| 100 m brasse      | Giacomo Perez-Dortona   | 1 min 01 s 48  | Marina Garcia Urzainqui | 1 min 09 s 33  |
| 200 m brasse      | Giacomo Perez-Dortona   | 2 min 15 s 43  | Marina Garcia Urzainqui | 2 min 27 s 89  |
| 50 m papillon     | Florent Manaudou        | 23 s 51        | Francesca Halsall       | 26 s 91        |
| 100 m papillon    | Czerniak Konrad         | 53 s 19        | Francesca Halsall       | 58 s 37        |
| 200 m papillon    | Carlos Peralta Gallego  | 2 min 01 s 12  | Mireia Belmonte Garcia  | 2 min 09 s 39  |
| 200 m 4 nages     | Albert Puig Garrich     | 2 min 03 s 59  | Beatriz Gomez Cortes    | 2 min 14 s 98  |
| 400 m 4 nages     | Marc Sanchez Torrens    | 4 min 26 s 45  | Beatriz Gomez Cortes    | 4 min 44 s 60  |